# Xã Jackson, Quận Washington, Indiana
Xã Jackson (tiếng Anh: Jackson Township) là một xã thuộc quận Washington, tiểu bang Indiana, Hoa Kỳ. Năm 2010, dân số của xã này là 2.116 người.